# 九世王御苑

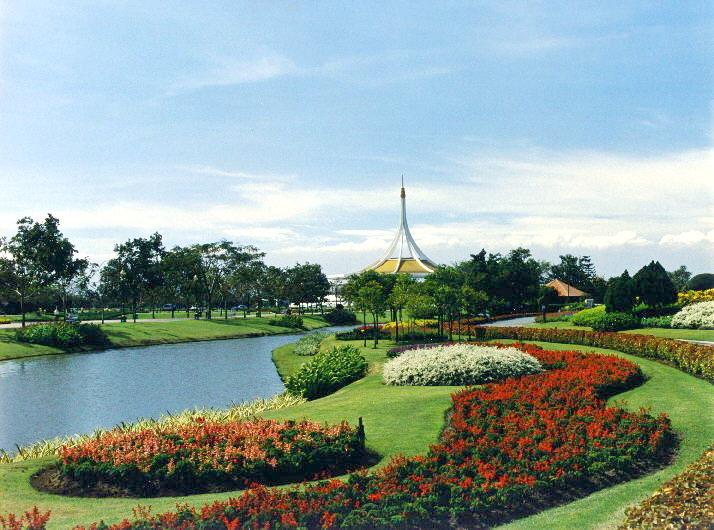
九世王御苑，摄于1998年

九世王御苑（泰語： Suan Luang Ro. 9）位於泰國曼谷東部的巴威县的公共公园，佔地約200多公頃，是曼谷面积最大的公园。九世王御苑建於1987年，以紀念泰國君主拉瑪九世的60歲誕辰。公园内建有大型植物園，及花圃、湖泊、休閒區及兒童遊樂場，由九世王御苑基金会运营。
自1987年12月起，九世王御苑每年都会举行大型花会。

## 图册

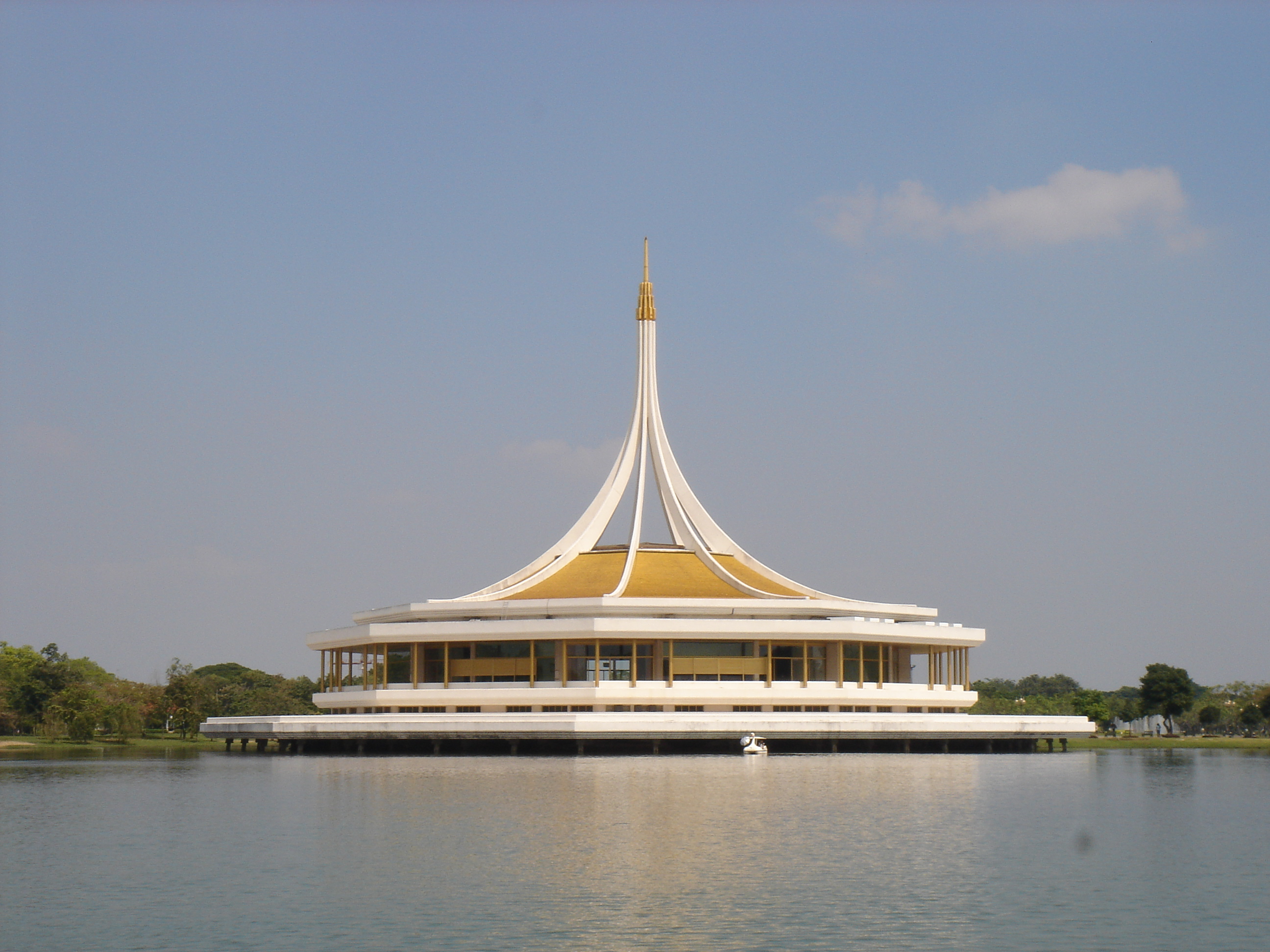
拉查曼加拉大厅
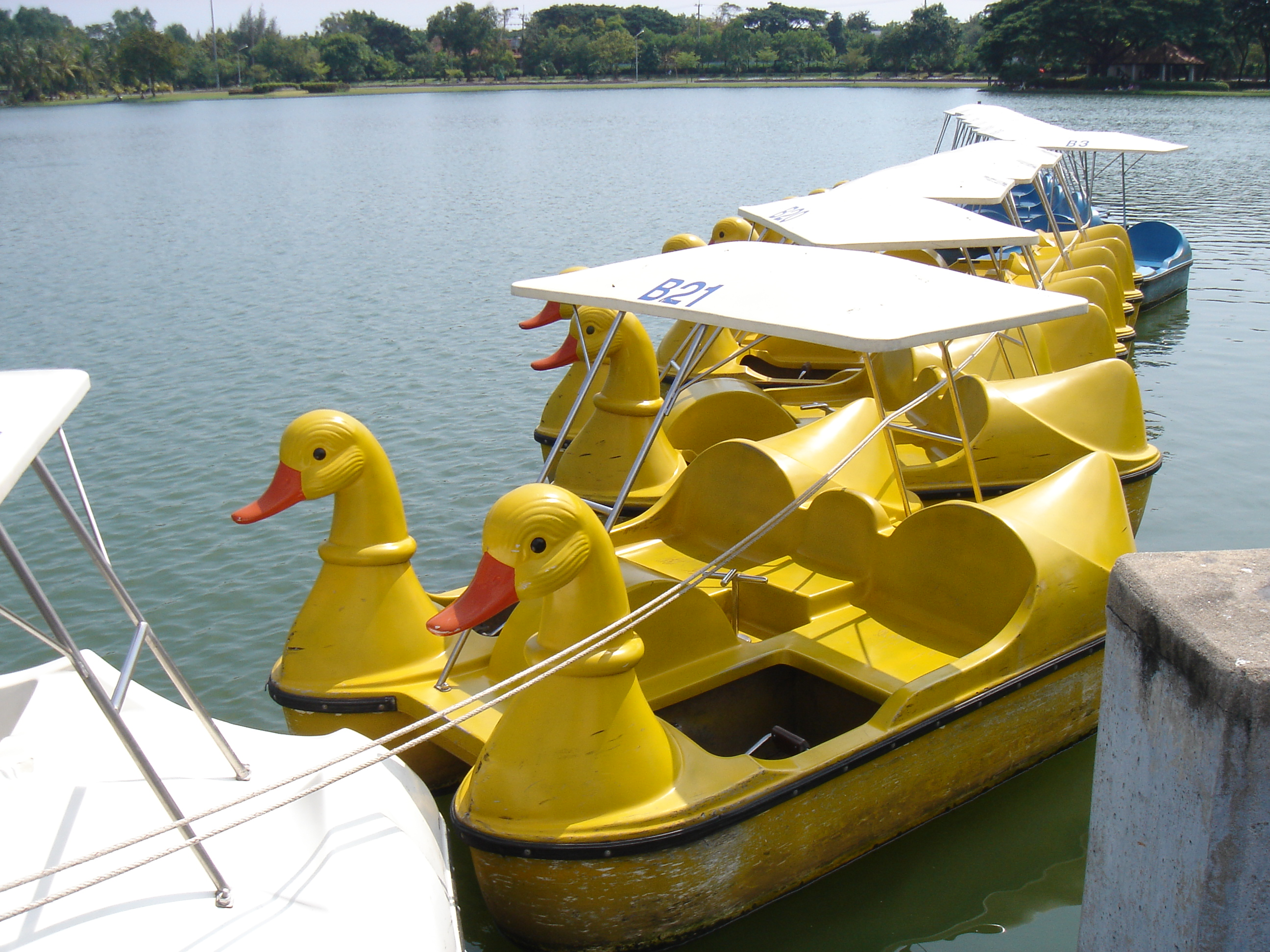
游船
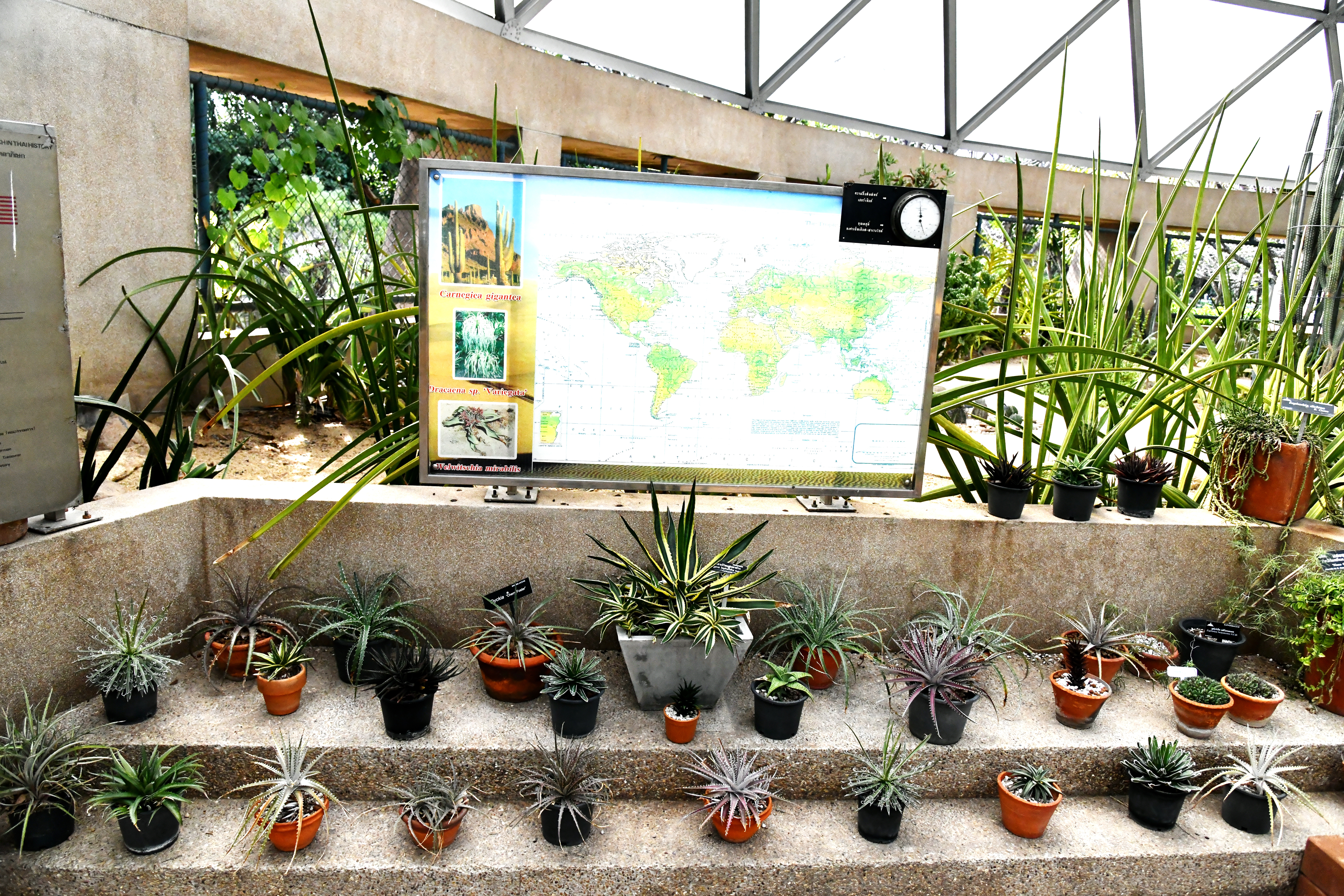
植物园
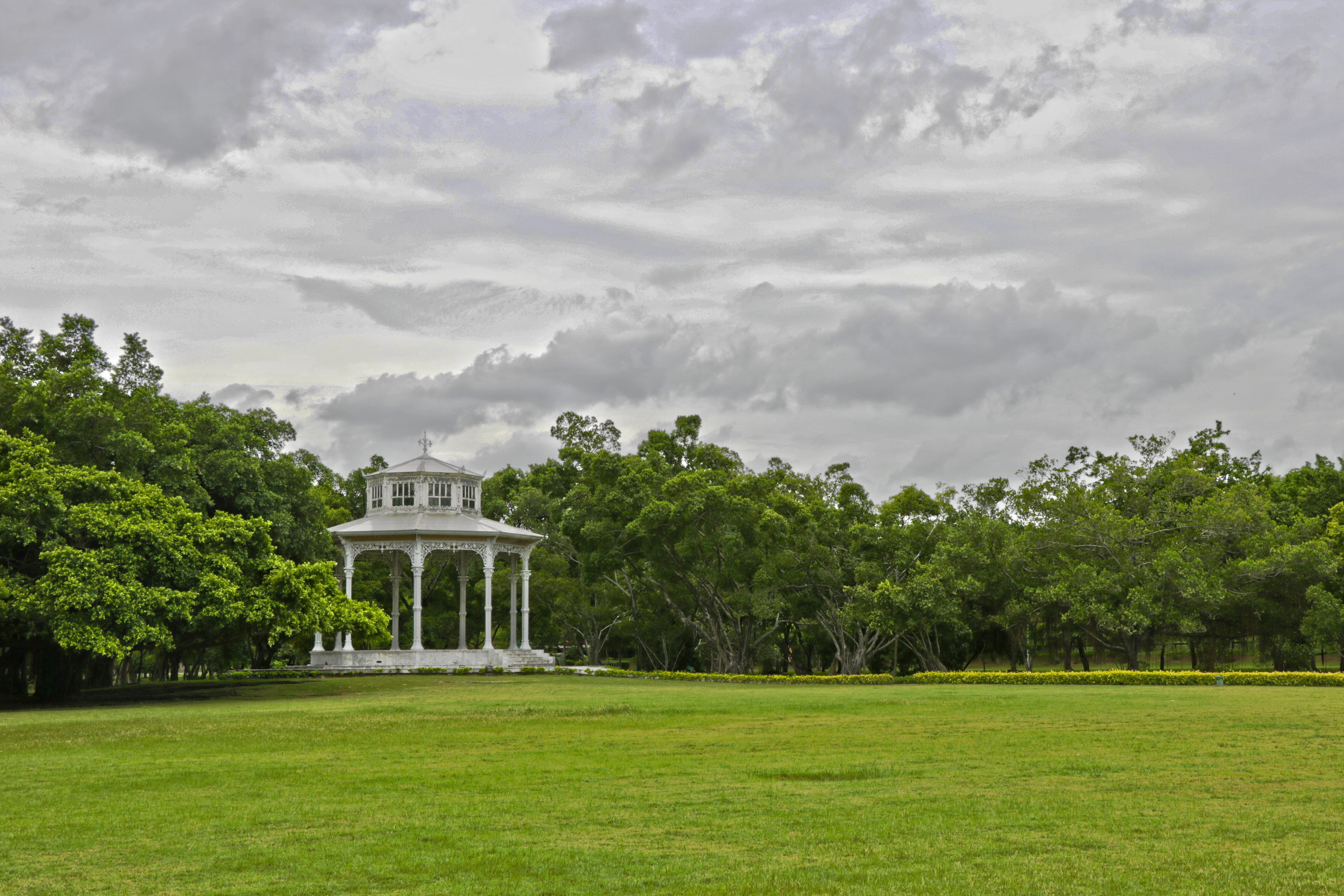
凉亭
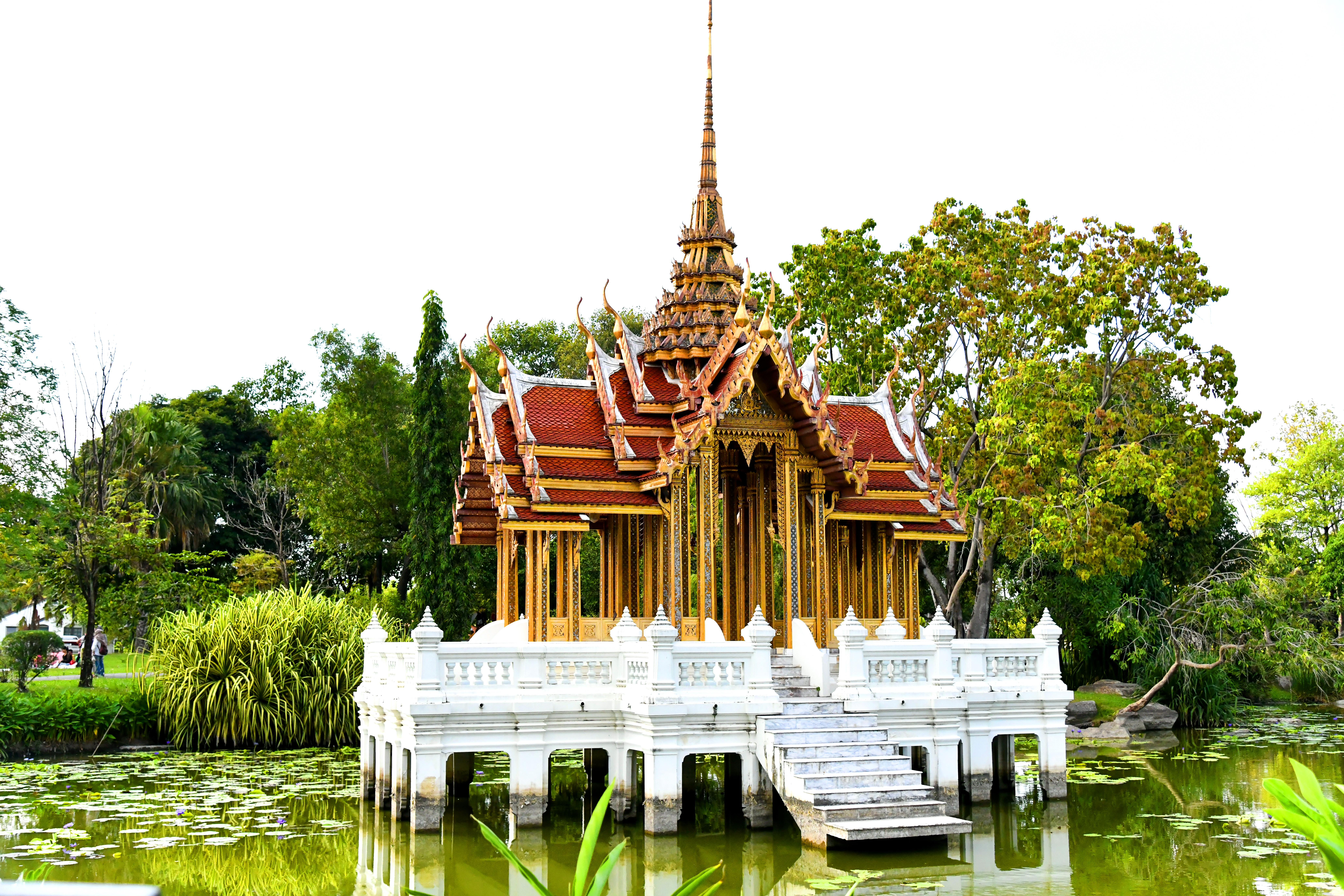
泰式亭